# 蒲辅周

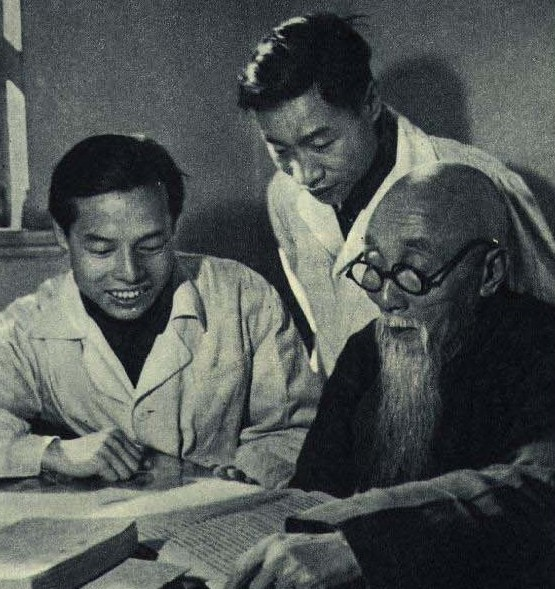
1962年医学家高辉远、徐振盛、蒲辅周

蒲辅周（1888年—1975年4月29日），原名启宇，男，四川梓潼人，中国中医学家。

## 生平
蒲辅周出生于中医世家，15岁时继承家业，开始学习中医。1906年起独立行医，曾在梓潼县城关开办施医药社，后又在成都办同济施医药社，终成一代名医。中华人民共和国成立后在西南铁路医院任职。1955年调往新成立的中医研究院。1958年加入中国农工民主党。后被评为一等一级医师，并担任中央领导的保健医师。1962年加入中国共产党。1965年出任中医研究院副院长。
此外他还曾任第三、四届全国政协常委，第四届全国人大代表，中华医学会常务理事等职。
1975年4月29日在北京逝世，享年87岁。

## 事迹
五十年代，河北石家庄乙脑治疗，做出突出贡献。

## 師承弟子
師承于其父，弟子有，等。

## 其他
- 中國中醫
- 中国针灸治疗学
- 蒲辅周
- 施今墨
- 錢伯煊
- 承澹庵
- 西苑醫院